# Liste der Bodendenkmäler in Theilheim
Auf dieser Seite sind die Bodendenkmäler in der oberfränkischen Gemeinde Theilheim zusammengestellt. Diese Tabelle ist eine Teilliste der Liste der Bodendenkmäler in Bayern. Grundlage ist die Bayerische Denkmalliste, die auf Basis des Bayerischen Denkmalschutzgesetzes vom 1. Oktober 1973 erstmals erstellt wurde und seither durch das Bayerische Landesamt für Denkmalpflege geführt wird. Die folgenden Angaben ersetzen nicht die rechtsverbindliche Auskunft der Denkmalschutzbehörde.

## Bodendenkmäler der Gemeinde Theilheim

### Gemarkung Theilheim
| Lage                 | Objekt | Akten-Nr.     | Bild |
| -------------------- | --- | ------------- | ---- |
| Theilheim (Standort) | Siedlung des Mittelneolithikums und der Michelsberger Kultur. | D-6-6226-0004 |      |
| Theilheim (Standort) | Siedlung der Hallstattzeit und vermutlich des Neolithikums. | D-6-6226-0005 |      |
| Theilheim (Standort) | Siedlung der Linearbandkeramik. | D-6-6226-0006 |      |
| Theilheim (Standort) | Siedlung des Jungneolithikums und der Hallstattzeit. | D-6-6226-0011 |      |
| Theilheim (Standort) | Siedlung der Urnenfelderzeit, der Hallstattzeit, der jüngeren Latènezeit und Wüstung des frühen Mittelalters.                                                           | D-6-6226-0012 |      |
| Theilheim (Standort) | Siedlung des Spätneolithikums, der Urnenfelderzeit, der jüngeren Latènezeit und vermutlich der Hallstattzeit.                                                           | D-6-6226-0017 |      |
| Theilheim (Standort) | Siedlung der Linearbandkeramik, des Mittelneolithikums und des Jungneolithikums.                                                                                        | D-6-6226-0020 |      |
| Theilheim (Standort) | Siedlung der Hallstattzeit und vermutlich des Jungneolithikums. | D-6-6226-0031 |      |
| Theilheim (Standort) | Siedlung der Linearbandkeramik sowie der Späthallstatt - und Frühlatènezeit.                                                                                            | D-6-6226-0077 |      |
| Theilheim (Standort) | Grabhügel vorgeschichtlicher Zeitstellung. | D-6-6226-0078 |      |
| Theilheim (Standort) | Verebneter mittelalterlicher Burgstall. | D-6-6226-0083 |      |
| Theilheim (Standort) | Siedlung der Linearbandkeramik. | D-6-6226-0109 |      |
| Theilheim (Standort) | Kreisgrabenanlage vorgeschichtlicher Zeitstellung. | D-6-6226-0181 |      |
| Theilheim (Standort) | Vorgeschichtliche Siedlung. | D-6-6226-0187 |      |
| Theilheim (Standort) | Archäologische Befunde des Mittelalters und der frühen Neuzeit im Bereich des Ortskernes von Theilheim.                                                                 | D-6-6226-0258 |      |
| Theilheim (Standort) | Archäologische Befunde im Bereich der frühneuzeitlichen Ortsmauer von Theilheim.                                                                                        | D-6-6226-0259 |      |
| Theilheim (Standort) | Archäologische Befunde im Bereich der mittelalterlichen und in der frühen Neuzeit vergrößerten, befestigten Katholischen Pfarrkirche Johannes der Täufer von Theilheim. | D-6-6226-0260 |      |
| Theilheim (Standort) | Siedlung vorgeschichtlicher Zeitstellung. | D-6-6226-0262 |      |
| Theilheim (Standort) | Siedlung der Metallzeit. | D-6-6226-0263 |      |
| Theilheim (Standort) | Siedlung vorgeschichtlicher Zeitstellung. | D-6-6226-0281 |      |

### Gemarkung Westheim
| Lage                | Objekt                                              | Akten-Nr.     | Bild |
| ------------------- | --------------------------------------------------- | ------------- | ---- |
| Westheim (Standort) | Siedlung vor- und frühgeschichtlicher Zeitstellung. | D-6-6226-0144 |      |